# Lista di asteroidi (629001-630000)
Di seguito una lista di asteroidi dal numero 629001  al 630000 con data di scoperta e scopritore.

## 629001–629100
| Nome   | Designazione provvisoria | Data di scoperta  | Scopritore             |
| ------ | ------------------------ | ----------------- | ---------------------- |
| 629001 | 2020 BT59                | 17 febbraio 2015  | Pan-STARRS             |
| 629002 | 2020 QJ9                 | 13 gennaio 2018   | Mount Lemmon Survey    |
| 629003 | 2020 TS11                | 1 novembre 2010   | Spacewatch             |
| 629004 | 2020 XL9                 | 9 agosto 2005     | Cerro Tololo Obs.      |
| 629005 | 2021 CW11                | 5 settembre 2000  | SDSS Collaboration     |
| 629006 | 2021 EU14                | 7 maggio 2010     | Mount Lemmon Survey    |
| 629007 | 2021 FT13                | 26 ottobre 2011   | Pan-STARRS             |
| 629008 | 2021 FK31                | 2 settembre 2013  | Mount Lemmon Survey    |
| 629009 | 1991 SU3                 | 30 settembre 1991 | Spacewatch             |
| 629010 | 1991 TK16                | 9 novembre 1991   | Spacewatch             |
| 629011 | 1992 SS27                | 22 novembre 2009  | Mount Lemmon Survey    |
| 629012 | 1992 TJ2                 | 10 marzo 2007     | Mount Lemmon Survey    |
| 629013 | 1992 WP10                | 11 novembre 2009  | Spacewatch             |
| 629014 | 1993 BZ9                 | 22 gennaio 1993   | Spacewatch             |
| 629015 | 1993 BC16                | 20 novembre 2014  | Pan-STARRS             |
| 629016 | 1993 BD16                | 23 gennaio 2006   | Spacewatch             |
| 629017 | 1993 UH10                | 18 dicembre 2003  | Spacewatch             |
| 629018 | 1993 VD6                 | 9 novembre 1993   | Spacewatch             |
| 629019 | 1994 AX5                 | 6 gennaio 1994    | Spacewatch             |
| 629020 | 1994 EW9                 | 15 agosto 2002    | Spacewatch             |
| 629021 | 1994 GU2                 | 6 aprile 1994     | Spacewatch             |
| 629022 | 1994 GC12                | 2 marzo 2009      | Mount Lemmon Survey    |
| 629023 | 1994 RZ29                | 18 aprile 2007    | Mount Lemmon Survey    |
| 629024 | 1994 RA30                | 30 ottobre 2006   | Mount Lemmon Survey    |
| 629025 | 1994 TK5                 | 4 ottobre 1994    | Spacewatch             |
| 629026 | 1994 UH13                | 24 novembre 2000  | Spacewatch             |
| 629027 | 1995 CV7                 | 2 febbraio 1995   | Spacewatch             |
| 629028 | 1995 FX2                 | 23 marzo 1995     | Spacewatch             |
| 629029 | 1995 SS12                | 18 settembre 1995 | Spacewatch             |
| 629030 | 1995 SG35                | 22 settembre 1995 | Spacewatch             |
| 629031 | 1995 SX56                | 17 settembre 1995 | Spacewatch             |
| 629032 | 1995 SA65                | 19 settembre 1995 | Spacewatch             |
| 629033 | 1995 SJ81                | 22 settembre 1995 | Spacewatch             |
| 629034 | 1995 SQ83                | 24 settembre 1995 | Spacewatch             |
| 629035 | 1995 SO90                | 11 marzo 2007     | Mount Lemmon Survey    |
| 629036 | 1995 SR90                | 26 agosto 2012    | Pan-STARRS             |
| 629037 | 1995 SZ90                | 31 luglio 2000    | M. W. Buie, S. D. Kern |
| 629038 | 1995 TQ8                 | 4 marzo 1998      | Spacewatch             |
| 629039 | 1995 TS11                | 15 ottobre 1995   | Spacewatch             |
| 629040 | 1995 UT56                | 17 febbraio 2001  | Spacewatch             |
| 629041 | 1995 UO70                | 19 ottobre 1995   | Spacewatch             |
| 629042 | 1995 UA79                | 17 ottobre 1995   | Spacewatch             |
| 629043 | 1995 UZ80                | 25 ottobre 1995   | Spacewatch             |
| 629044 | 1995 VM19                | 16 settembre 2003 | Spacewatch             |
| 629045 | 1995 WH13                | 16 novembre 1995  | Spacewatch             |
| 629046 | 1995 WR44                | 16 novembre 2006  | Mount Lemmon Survey    |
| 629047 | 1996 AU20                | 26 aprile 2003    | Spacewatch             |
| 629048 | 1996 BL5                 | 18 gennaio 1996   | Spacewatch             |
| 629049 | 1996 BK10                | 21 gennaio 1996   | Spacewatch             |
| 629050 | 1996 CS9                 | 17 giugno 2013    | Pan-STARRS             |
| 629051 | 1996 FQ9                 | 20 marzo 1996     | Spacewatch             |
| 629052 | 1996 HM27                | 21 aprile 1996    | Spacewatch             |
| 629053 | 1996 RP8                 | 6 settembre 1996  | Spacewatch             |
| 629054 | 1996 SG9                 | 10 novembre 2004  | Spacewatch             |
| 629055 | 1996 TC28                | 7 ottobre 1996    | Spacewatch             |
| 629056 | 1996 TO32                | 10 ottobre 1996   | Spacewatch             |
| 629057 | 1996 TM35                | 11 ottobre 1996   | Spacewatch             |
| 629058 | 1996 TM44                | 6 ottobre 1996    | Spacewatch             |
| 629059 | 1996 TT69                | 25 settembre 2012 | Mount Lemmon Survey    |
| 629060 | 1996 VW32                | 5 novembre 1996   | Spacewatch             |
| 629061 | 1996 XX24                | 9 dicembre 1996   | Spacewatch             |
| 629062 | 1996 XX37                | 7 dicembre 1996   | Spacewatch             |
| 629063 | 1996 XZ37                | 4 ottobre 2011    | K. Sárneczky           |
| 629064 | 1997 CW3                 | 3 febbraio 1997   | Spacewatch             |
| 629065 | 1997 CC31                | 28 dicembre 2005  | Spacewatch             |
| 629066 | 1997 EJ10                | 7 marzo 1997      | Spacewatch             |
| 629067 | 1997 EJ60                | 5 novembre 2005   | Mount Lemmon Survey    |
| 629068 | 1997 EK60                | 20 gennaio 2008   | Spacewatch             |
| 629069 | 1997 HM18                | 22 settembre 2009 | Spacewatch             |
| 629070 | 1997 JN19                | 23 ottobre 2006   | Mount Lemmon Survey    |
| 629071 | 1997 UL13                | 23 ottobre 1997   | Spacewatch             |
| 629072 | 1997 WK10                | 21 novembre 1997  | Spacewatch             |
| 629073 | 1998 AN3                 | 2 gennaio 1998    | Spacewatch             |
| 629074 | 1998 BM39                | 29 gennaio 1998   | Spacewatch             |
| 629075 | 1998 KC17                | 26 maggio 1998    | Spacewatch             |
| 629076 | 1998 KF69                | 30 aprile 2009    | Spacewatch             |
| 629077 | 1998 SA21                | 21 settembre 1998 | Spacewatch             |
| 629078 | 1998 SM44                | 24 settembre 1998 | Spacewatch             |
| 629079 | 1998 SB179               | 22 settembre 2003 | Spacewatch             |
| 629080 | 1998 TV7                 | 13 ottobre 1998   | Spacewatch             |
| 629081 | 1998 VQ41                | 14 novembre 1998  | Spacewatch             |
| 629082 | 1998 WK42                | 14 novembre 1998  | Spacewatch             |
| 629083 | 1998 WM46                | 28 ottobre 2010   | Mount Lemmon Survey    |
| 629084 | 1998 WV46                | 21 novembre 2008  | Spacewatch             |
| 629085 | 1999 AR27                | 10 gennaio 1999   | Spacewatch             |
| 629086 | 1999 AT39                | 7 gennaio 1999    | Spacewatch             |
| 629087 | 1999 BR35                | 26 giugno 2015    | Pan-STARRS             |
| 629088 | 1999 CU152               | 12 febbraio 1999  | Spacewatch             |
| 629089 | 1999 CF160               | 11 marzo 2003     | Spacewatch             |
| 629090 | 1999 FA98                | 19 settembre 2001 | Spacewatch             |
| 629091 | 1999 FH98                | 18 marzo 2010     | Mount Lemmon Survey    |
| 629092 | 1999 FK98                | 11 aprile 2003    | Spacewatch             |
| 629093 | 1999 FT98                | 11 maggio 2003    | Spacewatch             |
| 629094 | 1999 FU98                | 10 maggio 2005    | Spacewatch             |
| 629095 | 1999 FW98                | 11 settembre 2007 | Mount Lemmon Survey    |
| 629096 | 1999 FP100               | 21 gennaio 2015   | Spacewatch             |
| 629097 | 1999 FR100               | 16 gennaio 2015   | Pan-STARRS             |
| 629098 | 1999 GO55                | 7 aprile 1999     | Spacewatch             |
| 629099 | 1999 HH13                | 1 aprile 2009     | Mount Lemmon Survey    |
| 629100 | 1999 NX                  | 9 luglio 1999     | F. B. Zoltowski        |

## 629101–629200
| Nome   | Designazione provvisoria | Data di scoperta  | Scopritore                   |
| ------ | ------------------------ | ----------------- | ---------------------------- |
| 629101 | 1999 PE9                 | 9 ottobre 2012    | M. Schwartz, P. R. Holvorcem |
| 629102 | 1999 RD245               | 6 settembre 1999  | Spacewatch                   |
| 629103 | 1999 RX260               | 4 novembre 2011   | Mount Lemmon Survey          |
| 629104 | 1999 TS43                | 29 gennaio 2011   | Mount Lemmon Survey          |
| 629105 | 1999 TH51                | 4 ottobre 1999    | Spacewatch                   |
| 629106 | 1999 TV54                | 6 ottobre 1999    | Spacewatch                   |
| 629107 | 1999 TW77                | 25 maggio 2001    | Spacewatch                   |
| 629108 | 1999 TB84                | 13 ottobre 1999   | Spacewatch                   |
| 629109 | 1999 TR302               | 4 ottobre 1999    | Spacewatch                   |
| 629110 | 1999 TF308               | 20 marzo 2007     | Spacewatch                   |
| 629111 | 1999 TJ325               | 11 novembre 2004  | Spacewatch                   |
| 629112 | 1999 TK337               | 12 dicembre 2004  | Spacewatch                   |
| 629113 | 1999 TL337               | 19 dicembre 2004  | Mount Lemmon Survey          |
| 629114 | 1999 TW337               | 5 settembre 2008  | Spacewatch                   |
| 629115 | 1999 TO340               | 12 maggio 2012    | Mount Lemmon Survey          |
| 629116 | 1999 TV340               | 9 novembre 2004   | CSS                          |
| 629117 | 1999 UM21                | 31 ottobre 1999   | Spacewatch                   |
| 629118 | 1999 UU22                | 31 ottobre 1999   | Spacewatch                   |
| 629119 | 1999 UU64                | 5 ottobre 2004    | Spacewatch                   |
| 629120 | 1999 UM65                | 3 maggio 2003     | Spacewatch                   |
| 629121 | 1999 VE83                | 1 novembre 1999   | Spacewatch                   |
| 629122 | 1999 VE124               | 6 novembre 1999   | Spacewatch                   |
| 629123 | 1999 VZ129               | 11 novembre 1999  | Spacewatch                   |
| 629124 | 1999 VN212               | 12 novembre 1999  | LINEAR                       |
| 629125 | 1999 VO219               | 4 novembre 1999   | Spacewatch                   |
| 629126 | 1999 VP232               | 1 novembre 2006   | Spacewatch                   |
| 629127 | 1999 WB22                | 6 ottobre 2008    | Mount Lemmon Survey          |
| 629128 | 1999 WX23                | 17 novembre 1999  | Spacewatch                   |
| 629129 | 1999 WD28                | 7 ottobre 2008    | Spacewatch                   |
| 629130 | 1999 WF28                | 6 marzo 2011      | Mount Lemmon Survey          |
| 629131 | 1999 WL28                | 15 ottobre 2007   | Mount Lemmon Survey          |
| 629132 | 1999 WN28                | 6 settembre 2008  | Mount Lemmon Survey          |
| 629133 | 1999 WZ28                | 14 giugno 2018    | Pan-STARRS                   |
| 629134 | 1999 XX67                | 9 novembre 1999   | LINEAR                       |
| 629135 | 1999 XR148               | 7 dicembre 1999   | Spacewatch                   |
| 629136 | 1999 XD150               | 8 dicembre 1999   | Spacewatch                   |
| 629137 | 1999 XY255               | 5 dicembre 1999   | Spacewatch                   |
| 629138 | 1999 XS265               | 27 ottobre 2006   | Mount Lemmon Survey          |
| 629139 | 1999 XT265               | 6 marzo 2011      | Mount Lemmon Survey          |
| 629140 | 1999 XV265               | 20 novembre 2009  | Mount Lemmon Survey          |
| 629141 | 1999 YN17                | 31 dicembre 1999  | K. Sárneczky, L. Kiss        |
| 629142 | 2000 AL84                | 5 gennaio 2000    | LINEAR                       |
| 629143 | 2000 AS207               | 18 settembre 2009 | Mount Lemmon Survey          |
| 629144 | 2000 AO221               | 5 gennaio 2000    | Spacewatch                   |
| 629145 | 2000 AR221               | 8 gennaio 2000    | Spacewatch                   |
| 629146 | 2000 AN247               | 2 gennaio 2000    | Spacewatch                   |
| 629147 | 2000 AL258               | 19 dicembre 2004  | Mount Lemmon Survey          |
| 629148 | 2000 AX258               | 4 dicembre 2007   | Mount Lemmon Survey          |
| 629149 | 2000 AJ259               | 12 gennaio 2000   | Spacewatch                   |
| 629150 | 2000 BV36                | 30 gennaio 2000   | Spacewatch                   |
| 629151 | 2000 BR43                | 28 gennaio 2000   | Spacewatch                   |
| 629152 | 2000 BK52                | 16 dicembre 1999  | Spacewatch                   |
| 629153 | 2000 BM53                | 15 dicembre 1999  | Spacewatch                   |
| 629154 | 2000 BP53                | 27 gennaio 2000   | Spacewatch                   |
| 629155 | 2000 CV69                | 1 febbraio 2000   | Spacewatch                   |
| 629156 | 2000 CT126               | 1 febbraio 2000   | Spacewatch                   |
| 629157 | 2000 CH150               | 13 gennaio 2005   | Spacewatch                   |
| 629158 | 2000 CW150               | 13 gennaio 2005   | Spacewatch                   |
| 629159 | 2000 CM151               | 20 novembre 2008  | Spacewatch                   |
| 629160 | 2000 CR151               | 15 settembre 2007 | Mount Lemmon Survey          |
| 629161 | 2000 CQ155               | 17 aprile 2013    | Pan-STARRS                   |
| 629162 | 2000 CM156               | 20 febbraio 2009  | Spacewatch                   |
| 629163 | 2000 DD50                | 29 febbraio 2000  | LINEAR                       |
| 629164 | 2000 EU2                 | 3 marzo 2000      | Spacewatch                   |
| 629165 | 2000 EA9                 | 3 marzo 2000      | LINEAR                       |
| 629166 | 2000 ET74                | 27 febbraio 2000  | Spacewatch                   |
| 629167 | 2000 EM102               | 14 marzo 2000     | Spacewatch                   |
| 629168 | 2000 ER177               | 3 marzo 2000      | Spacewatch                   |
| 629169 | 2000 EJ189               | 3 marzo 2000      | LINEAR                       |
| 629170 | 2000 EK204               | 6 marzo 2000      | DLS                          |
| 629171 | 2000 EQ209               | 26 novembre 2014  | Pan-STARRS                   |
| 629172 | 2000 EQ210               | 10 gennaio 2007   | Mount Lemmon Survey          |
| 629173 | 2000 ES210               | 24 novembre 2011  | Mount Lemmon Survey          |
| 629174 | 2000 EW210               | 10 novembre 2013  | Spacewatch                   |
| 629175 | 2000 ER211               | 21 novembre 2003  | Spacewatch                   |
| 629176 | 2000 EF212               | 1 novembre 2006   | Spacewatch                   |
| 629177 | 2000 FW72                | 25 marzo 2000     | Spacewatch                   |
| 629178 | 2000 FN74                | 2 ottobre 2005    | Mount Lemmon Survey          |
| 629179 | 2000 FQ74                | 27 agosto 2014    | Pan-STARRS                   |
| 629180 | 2000 GE146               | 12 aprile 2000    | Spacewatch                   |
| 629181 | 2000 GB188               | 28 ottobre 2014   | Mount Lemmon Survey          |
| 629182 | 2000 GX188               | 21 gennaio 2012   | CSS                          |
| 629183 | 2000 GO189               | 12 aprile 2000    | Spacewatch                   |
| 629184 | 2000 HM                  | 24 aprile 2000    | Spacewatch                   |
| 629185 | 2000 HJ31                | 29 aprile 2000    | LINEAR                       |
| 629186 | 2000 JF75                | 26 aprile 2000    | Spacewatch                   |
| 629187 | 2000 JR95                | 30 maggio 2006    | Spacewatch                   |
| 629188 | 2000 JP97                | 15 ottobre 2001   | NEAT                         |
| 629189 | 2000 KS84                | 2 aprile 2005     | Spacewatch                   |
| 629190 | 2000 KU84                | 4 settembre 2008  | Spacewatch                   |
| 629191 | 2000 ME7                 | 30 giugno 2000    | La Silla Obs.                |
| 629192 | 2000 OQ62                | 30 luglio 2000    | M. W. Buie, S. D. Kern       |
| 629193 | 2000 OA70                | 28 dicembre 2002  | Spacewatch                   |
| 629194 | 2000 OB70                | 7 ottobre 2012    | Pan-STARRS                   |
| 629195 | 2000 OD73                | 11 dicembre 2013  | Pan-STARRS                   |
| 629196 | 2000 PU33                | 1 agosto 2000     | M. W. Buie, S. D. Kern       |
| 629197 | 2000 QO38                | 24 agosto 2000    | LINEAR                       |
| 629198 | 2000 QE225               | 29 agosto 2000    | LINEAR                       |
| 629199 | 2000 QH242               | 27 agosto 2000    | R. Millis, L. H. Wasserman   |
| 629200 | 2000 QM244               | 24 agosto 2000    | LINEAR                       |

## 629201–629300
| Nome   | Designazione provvisoria | Data di scoperta  | Scopritore                    |
| ------ | ------------------------ | ----------------- | ----------------------------- |
| 629201 | 2000 QA255               | 20 agosto 2000    | Spacewatch                    |
| 629202 | 2000 QM255               | 27 aprile 2009    | Spacewatch                    |
| 629203 | 2000 QX255               | 19 gennaio 2012   | Spacewatch                    |
| 629204 | 2000 QA259               | 2 marzo 2012      | Spacewatch                    |
| 629205 | 2000 QS259               | 6 novembre 2008   | Mount Lemmon Survey           |
| 629206 | 2000 RL108               | 18 gennaio 2008   | Spacewatch                    |
| 629207 | 2000 RF109               | 19 gennaio 2002   | Spacewatch                    |
| 629208 | 2000 RV110               | 5 maggio 2006     | LONEOS                        |
| 629209 | 2000 SP159               | 27 settembre 2000 | Spacewatch                    |
| 629210 | 2000 SS196               | 24 settembre 2000 | LINEAR                        |
| 629211 | 2000 SX285               | 24 settembre 2000 | LINEAR                        |
| 629212 | 2000 SN324               | 28 settembre 2000 | Spacewatch                    |
| 629213 | 2000 SO350               | 2 ottobre 2000    | LONEOS                        |
| 629214 | 2000 ST377               | 3 luglio 2003     | Spacewatch                    |
| 629215 | 2000 SG378               | 30 agosto 2011    | Pan-STARRS                    |
| 629216 | 2000 SR379               | 16 marzo 2012     | Mount Lemmon Survey           |
| 629217 | 2000 SY379               | 7 febbraio 2003   | C. Barbieri                   |
| 629218 | 2000 SC380               | 18 marzo 2009     | Mount Lemmon Survey           |
| 629219 | 2000 SO382               | 24 settembre 2017 | Mount Lemmon Survey           |
| 629220 | 2000 SL384               | 7 gennaio 2016    | Pan-STARRS                    |
| 629221 | 2000 SS386               | 26 settembre 2000 | Spacewatch                    |
| 629222 | 2000 SC387               | 19 settembre 2000 | R. Millis, R. M. Wagner       |
| 629223 | 2000 TK25                | 2 ottobre 2000    | LINEAR                        |
| 629224 | 2000 TJ47                | 4 ottobre 2000    | Spacewatch                    |
| 629225 | 2000 TF49                | 11 settembre 2000 | W. Bickel                     |
| 629226 | 2000 TX56                | 2 ottobre 2000    | LINEAR                        |
| 629227 | 2000 TJ69                | 4 ottobre 2000    | Spacewatch                    |
| 629228 | 2000 TC75                | 10 febbraio 2007  | Mount Lemmon Survey           |
| 629229 | 2000 TG75                | 20 settembre 2011 | Spacewatch                    |
| 629230 | 2000 TK75                | 18 agosto 2009    | Spacewatch                    |
| 629231 | 2000 TH76                | 19 dicembre 2007  | Mount Lemmon Survey           |
| 629232 | 2000 TQ77                | 29 gennaio 2009   | Mount Lemmon Survey           |
| 629233 | 2000 TW78                | 12 maggio 2004    | SSS                           |
| 629234 | 2000 TY78                | 30 settembre 2009 | Mount Lemmon Survey           |
| 629235 | 2000 TE79                | 15 marzo 2012     | Mount Lemmon Survey           |
| 629236 | 2000 TH80                | 18 ottobre 2001   | Spacewatch                    |
| 629237 | 2000 TX80                | 20 settembre 2001 | Spacewatch                    |
| 629238 | 2000 TX81                | 15 aprile 2007    | Mount Lemmon Survey           |
| 629239 | 2000 UM32                | 29 ottobre 2000   | Spacewatch                    |
| 629240 | 2000 UQ35                | 24 ottobre 2000   | LINEAR                        |
| 629241 | 2000 UB115               | 30 maggio 2009    | Mount Lemmon Survey           |
| 629242 | 2000 WW27                | 25 novembre 2000  | Spacewatch                    |
| 629243 | 2000 WE52                | 27 novembre 2000  | Spacewatch                    |
| 629244 | 2000 WY52                | 27 novembre 2000  | Spacewatch                    |
| 629245 | 2000 WE128               | 2 novembre 2000   | LINEAR                        |
| 629246 | 2000 WM194               | 25 novembre 2000  | DLS                           |
| 629247 | 2000 WG199               | 12 settembre 2004 | Spacewatch                    |
| 629248 | 2000 WK199               | 9 ottobre 2004    | LINEAR                        |
| 629249 | 2000 WQ202               | 20 marzo 2007     | Mount Lemmon Survey           |
| 629250 | 2000 YE141               | 20 dicembre 2000  | DLS                           |
| 629251 | 2000 YT145               | 4 ottobre 2013    | CSS                           |
| 629252 | 2001 BM84                | 9 dicembre 2004   | Spacewatch                    |
| 629253 | 2001 CM50                | 1 febbraio 2009   | Spacewatch                    |
| 629254 | 2001 CW50                | 5 dicembre 2010   | Mount Lemmon Survey           |
| 629255 | 2001 DH84                | 23 febbraio 2001  | A. C. Becker, I. dell'Antonio |
| 629256 | 2001 DC86                | 25 febbraio 2001  | A. C. Becker, I. dell'Antonio |
| 629257 | 2001 DV112               | 2 novembre 2011   | Mount Lemmon Survey           |
| 629258 | 2001 DA113               | 11 febbraio 2015  | Mount Lemmon Survey           |
| 629259 | 2001 DS113               | 13 febbraio 2002  | Spacewatch                    |
| 629260 | 2001 DB114               | 13 febbraio 2005  | A. Boattini                   |
| 629261 | 2001 DE114               | 5 dicembre 2004   | G. Hug                        |
| 629262 | 2001 DO118               | 27 aprile 2001    | Spacewatch                    |
| 629263 | 2001 DU118               | 23 maggio 2014    | Pan-STARRS                    |
| 629264 | 2001 DV119               | 20 settembre 2014 | Pan-STARRS                    |
| 629265 | 2001 EC19                | 14 marzo 2001     | Spacewatch                    |
| 629266 | 2001 FL84                | 26 marzo 2001     | Spacewatch                    |
| 629267 | 2001 FW85                | 26 marzo 2001     | A. C. Becker                  |
| 629268 | 2001 FN89                | 27 marzo 2001     | Spacewatch                    |
| 629269 | 2001 FX125               | 28 marzo 2001     | Spacewatch                    |
| 629270 | 2001 FJ126               | 29 marzo 2001     | Spacewatch                    |
| 629271 | 2001 FR204               | 17 settembre 2003 | Spacewatch                    |
| 629272 | 2001 FH219               | 17 dicembre 2009  | Mount Lemmon Survey           |
| 629273 | 2001 FD230               | 4 marzo 2006      | Spacewatch                    |
| 629274 | 2001 FA244               | 30 gennaio 2011   | Pan-STARRS                    |
| 629275 | 2001 FH246               | 6 febbraio 2016   | Pan-STARRS                    |
| 629276 | 2001 GX11                | 11 aprile 2005    | Mount Lemmon Survey           |
| 629277 | 2001 HF70                | 21 marzo 2001     | AMOS                          |
| 629278 | 2001 KB79                | 25 settembre 2008 | Spacewatch                    |
| 629279 | 2001 KS79                | 18 ottobre 2009   | Mount Lemmon Survey           |
| 629280 | 2001 KQ83                | 1 aprile 2005     | Spacewatch                    |
| 629281 | 2001 KG84                | 6 novembre 2013   | Pan-STARRS                    |
| 629282 | 2001 KH87                | 8 ottobre 2008    | Spacewatch                    |
| 629283 | 2001 KF88                | 20 febbraio 2015  | Mount Lemmon Survey           |
| 629284 | 2001 KR88                | 8 giugno 2012     | Mount Lemmon Survey           |
| 629285 | 2001 LH20                | 27 maggio 2012    | Mount Lemmon Survey           |
| 629286 | 2001 MM17                | 26 giugno 2001    | Spacewatch                    |
| 629287 | 2001 NB19                | 28 giugno 2001    | Spacewatch                    |
| 629288 | 2001 OQ44                | 23 luglio 2001    | NEAT                          |
| 629289 | 2001 OK78                | 26 luglio 2001    | NEAT                          |
| 629290 | 2001 OZ82                | 27 luglio 2001    | NEAT                          |
| 629291 | 2001 OH114               | 23 settembre 2012 | Mount Lemmon Survey           |
| 629292 | 2001 PX3                 | 9 agosto 2001     | NEAT                          |
| 629293 | 2001 PN16                | 30 luglio 2001    | NEAT                          |
| 629294 | 2001 PK44                | 15 agosto 2001    | AMOS                          |
| 629295 | 2001 PK48                | 7 agosto 2001     | AMOS                          |
| 629296 | 2001 PJ61                | 13 agosto 2001    | AMOS                          |
| 629297 | 2001 PS67                | 22 novembre 2006  | Mount Lemmon Survey           |
| 629298 | 2001 QQ95                | 22 agosto 2001    | Spacewatch                    |
| 629299 | 2001 QU188               | 22 agosto 2001    | Spacewatch                    |
| 629300 | 2001 QW189               | 22 agosto 2001    | LINEAR                        |

## 629301–629400
| Nome   | Designazione provvisoria | Data di scoperta  | Scopritore                    |
| ------ | ------------------------ | ----------------- | ----------------------------- |
| 629301 | 2001 QL202               | 16 agosto 2001    | LINEAR                        |
| 629302 | 2001 QM208               | 12 agosto 2001    | AMOS                          |
| 629303 | 2001 QO210               | 22 maggio 2001    | J. L. Elliot, L. H. Wasserman |
| 629304 | 2001 QY224               | 24 agosto 2001    | NEAT                          |
| 629305 | 2001 QZ269               | 14 luglio 2001    | AMOS                          |
| 629306 | 2001 QP281               | 17 agosto 2001    | NEAT                          |
| 629307 | 2001 QH327               | 25 agosto 2001    | LONEOS                        |
| 629308 | 2001 QN336               | 13 ottobre 2005   | Spacewatch                    |
| 629309 | 2001 RK21                | 1 agosto 2001     | NEAT                          |
| 629310 | 2001 RR41                | 11 settembre 2001 | LINEAR                        |
| 629311 | 2001 RE59                | 25 agosto 2001    | NEAT                          |
| 629312 | 2001 RL156               | 12 settembre 2001 | Spacewatch                    |
| 629313 | 2001 RA158               | 15 dicembre 2006  | W. Bickel                     |
| 629314 | 2001 SJ97                | 20 settembre 2001 | LINEAR                        |
| 629315 | 2001 SX180               | 11 agosto 2001    | AMOS                          |
| 629316 | 2001 SC191               | 19 settembre 2001 | LINEAR                        |
| 629317 | 2001 SX199               | 19 settembre 2001 | LINEAR                        |
| 629318 | 2001 SE200               | 24 agosto 2001    | Spacewatch                    |
| 629319 | 2001 SN210               | 19 settembre 2001 | LINEAR                        |
| 629320 | 2001 SC259               | 20 settembre 2001 | LINEAR                        |
| 629321 | 2001 SW259               | 20 settembre 2001 | LINEAR                        |
| 629322 | 2001 SY284               | 22 settembre 2001 | Spacewatch                    |
| 629323 | 2001 SG290               | 29 settembre 2001 | NEAT                          |
| 629324 | 2001 SR301               | 20 settembre 2001 | LINEAR                        |
| 629325 | 2001 SZ322               | 25 settembre 2001 | LINEAR                        |
| 629326 | 2001 SQ335               | 20 settembre 2001 | LINEAR                        |
| 629327 | 2001 SM355               | 29 maggio 2008    | Mount Lemmon Survey           |
| 629328 | 2001 SU355               | 4 agosto 2005     | NEAT                          |
| 629329 | 2001 SA356               | 27 luglio 2005    | SSS                           |
| 629330 | 2001 SP356               | 30 settembre 2005 | Mount Lemmon Survey           |
| 629331 | 2001 SQ356               | 11 ottobre 2001   | NEAT                          |
| 629332 | 2001 SW356               | 15 aprile 2004    | CSS                           |
| 629333 | 2001 SF357               | 18 settembre 2001 | Spacewatch                    |
| 629334 | 2001 ST357               | 15 marzo 2010     | Spacewatch                    |
| 629335 | 2001 SC358               | 3 gennaio 2016    | Pan-STARRS                    |
| 629336 | 2001 SL358               | 23 agosto 2014    | Pan-STARRS                    |
| 629337 | 2001 SO358               | 2 settembre 2014  | Pan-STARRS                    |
| 629338 | 2001 ST358               | 10 ottobre 2012   | Mount Lemmon Survey           |
| 629339 | 2001 SL360               | 11 maggio 2005    | Spacewatch                    |
| 629340 | 2001 SQ360               | 25 agosto 2012    | Spacewatch                    |
| 629341 | 2001 SL361               | 30 dicembre 2008  | Mount Lemmon Survey           |
| 629342 | 2001 SL363               | 29 dicembre 2008  | Mount Lemmon Survey           |
| 629343 | 2001 TR5                 | 10 ottobre 2001   | NEAT                          |
| 629344 | 2001 TN108               | 14 ottobre 2001   | LINEAR                        |
| 629345 | 2001 TU126               | 13 ottobre 2001   | Spacewatch                    |
| 629346 | 2001 TD143               | 10 ottobre 2001   | NEAT                          |
| 629347 | 2001 TO163               | 11 ottobre 2001   | NEAT                          |
| 629348 | 2001 TS209               | 15 ottobre 2001   | Spacewatch                    |
| 629349 | 2001 TW222               | 14 ottobre 2001   | Spacewatch                    |
| 629350 | 2001 TL236               | 16 ottobre 2001   | LINEAR                        |
| 629351 | 2001 TA258               | 11 novembre 2005  | Spacewatch                    |
| 629352 | 2001 TH262               | 29 agosto 2001    | W. Bickel                     |
| 629353 | 2001 TM262               | 18 settembre 2001 | SDSS Collaboration            |
| 629354 | 2001 TZ263               | 26 ottobre 2005   | Spacewatch                    |
| 629355 | 2001 TJ264               | 13 marzo 2010     | Mount Lemmon Survey           |
| 629356 | 2001 TQ264               | 11 ottobre 2001   | Spacewatch                    |
| 629357 | 2001 TS266               | 18 settembre 1995 | Spacewatch                    |
| 629358 | 2001 TT269               | 15 ottobre 2001   | Spacewatch                    |
| 629359 | 2001 TE270               | 15 ottobre 2001   | SDSS Collaboration            |
| 629360 | 2001 UR4                 | 21 ottobre 2001   | L. Ball                       |
| 629361 | 2001 UA20                | 16 ottobre 2001   | NEAT                          |
| 629362 | 2001 UP70                | 17 ottobre 2001   | Spacewatch                    |
| 629363 | 2001 US71                | 20 ottobre 2001   | Spacewatch                    |
| 629364 | 2001 UW90                | 23 ottobre 2001   | Spacewatch                    |
| 629365 | 2001 UX90                | 23 ottobre 2001   | Spacewatch                    |
| 629366 | 2001 UA97                | 17 ottobre 2001   | LINEAR                        |
| 629367 | 2001 UF102               | 20 ottobre 2001   | LINEAR                        |
| 629368 | 2001 UO103               | 20 ottobre 2001   | LINEAR                        |
| 629369 | 2001 UL133               | 21 ottobre 2001   | LINEAR                        |
| 629370 | 2001 UG166               | 20 ottobre 2001   | Spacewatch                    |
| 629371 | 2001 UC178               | 24 ottobre 2001   | LINEAR                        |
| 629372 | 2001 UT187               | 17 ottobre 2001   | NEAT                          |
| 629373 | 2001 US193               | 10 ottobre 2001   | NEAT                          |
| 629374 | 2001 US194               | 18 ottobre 2001   | NEAT                          |
| 629375 | 2001 UW197               | 21 ottobre 2001   | Spacewatch                    |
| 629376 | 2001 UM202               | 21 ottobre 2001   | LINEAR                        |
| 629377 | 2001 UH207               | 28 settembre 1994 | Spacewatch                    |
| 629378 | 2001 UY208               | 20 ottobre 2001   | LINEAR                        |
| 629379 | 2001 UG225               | 10 settembre 2007 | Spacewatch                    |
| 629380 | 2001 UC226               | 21 settembre 2001 | NEAT                          |
| 629381 | 2001 UT228               | 19 settembre 2006 | CSS                           |
| 629382 | 2001 UC229               | 7 aprile 2008     | Spacewatch                    |
| 629383 | 2001 UC231               | 2 marzo 2008      | Mount Lemmon Survey           |
| 629384 | 2001 UN231               | 15 ottobre 2001   | SDSS Collaboration            |
| 629385 | 2001 UX231               | 12 aprile 2004    | Spacewatch                    |
| 629386 | 2001 UU232               | 2 novembre 2007   | Spacewatch                    |
| 629387 | 2001 UY232               | 14 dicembre 2013  | Pan-STARRS                    |
| 629388 | 2001 UK233               | 13 marzo 2010     | Mount Lemmon Survey           |
| 629389 | 2001 UY233               | 8 novembre 2007   | Mount Lemmon Survey           |
| 629390 | 2001 UM234               | 21 agosto 2008    | Spacewatch                    |
| 629391 | 2001 UA237               | 1 settembre 2005  | Spacewatch                    |
| 629392 | 2001 UG237               | 15 marzo 2004     | Spacewatch                    |
| 629393 | 2001 UH240               | 26 agosto 2012    | Pan-STARRS                    |
| 629394 | 2001 VH3                 | 9 novembre 2001   | Spacewatch                    |
| 629395 | 2001 VO73                | 12 novembre 2001  | Spacewatch                    |
| 629396 | 2001 VT91                | 12 novembre 2001  | AMOS                          |
| 629397 | 2001 VB134               | 12 novembre 2001  | SDSS Collaboration            |
| 629398 | 2001 VM134               | 21 settembre 1995 | Spacewatch                    |
| 629399 | 2001 VB136               | 2 novembre 2007   | Spacewatch                    |
| 629400 | 2001 VJ136               | 20 ottobre 2012   | Pan-STARRS                    |

## 629401–629500
| Nome   | Designazione provvisoria | Data di scoperta  | Scopritore             |
| ------ | ------------------------ | ----------------- | ---------------------- |
| 629401 | 2001 WJ42                | 18 novembre 2001  | LINEAR                 |
| 629402 | 2001 WB67                | 20 novembre 2001  | LINEAR                 |
| 629403 | 2001 WW68                | 11 novembre 2001  | Spacewatch             |
| 629404 | 2001 WM74                | 20 novembre 2001  | LINEAR                 |
| 629405 | 2001 WG77                | 20 novembre 2001  | LINEAR                 |
| 629406 | 2001 WL84                | 20 novembre 2001  | LINEAR                 |
| 629407 | 2001 WU105               | 26 agosto 2014    | Pan-STARRS             |
| 629408 | 2001 WC106               | 3 febbraio 2009   | Mount Lemmon Survey    |
| 629409 | 2001 XA131               | 14 dicembre 2001  | LINEAR                 |
| 629410 | 2001 XJ253               | 20 novembre 2001  | LINEAR                 |
| 629411 | 2001 XV264               | 14 dicembre 2001  | LINEAR                 |
| 629412 | 2001 XV268               | 24 settembre 2000 | Spacewatch             |
| 629413 | 2001 YV141               | 17 dicembre 2001  | LINEAR                 |
| 629414 | 2001 YF163               | 26 settembre 2006 | CSS                    |
| 629415 | 2001 YQ164               | 4 aprile 2003     | Spacewatch             |
| 629416 | 2002 AU210               | 14 gennaio 2002   | LONEOS                 |
| 629417 | 2002 AS211               | 27 agosto 2011    | Pan-STARRS             |
| 629418 | 2002 AU211               | 20 novembre 2014  | Pan-STARRS             |
| 629419 | 2002 AY213               | 3 febbraio 2012   | Mount Lemmon Survey    |
| 629420 | 2002 AQ216               | 2 maggio 2003     | Spacewatch             |
| 629421 | 2002 AR216               | 19 settembre 2014 | Pan-STARRS             |
| 629422 | 2002 BO33                | 12 gennaio 2011   | Mount Lemmon Survey    |
| 629423 | 2002 CB89                | 7 febbraio 2002   | LINEAR                 |
| 629424 | 2002 CD231               | 14 febbraio 2002  | A. C. Becker           |
| 629425 | 2002 CK231               | 14 febbraio 2002  | A. C. Becker           |
| 629426 | 2002 CR231               | 15 febbraio 2002  | A. C. Becker           |
| 629427 | 2002 CN235               | 12 febbraio 2002  | Spacewatch             |
| 629428 | 2002 CW250               | 6 febbraio 2002   | R. Millis, M. W. Buie  |
| 629429 | 2002 CM267               | 7 febbraio 2002   | Spacewatch             |
| 629430 | 2002 CH271               | 10 febbraio 2002  | LINEAR                 |
| 629431 | 2002 CK317               | 7 febbraio 2002   | NEAT                   |
| 629432 | 2002 CZ318               | 13 febbraio 2002  | SDSS Collaboration     |
| 629433 | 2002 DJ21                | 5 ottobre 2013    | Pan-STARRS             |
| 629434 | 2002 EE36                | 14 gennaio 2002   | Spacewatch             |
| 629435 | 2002 EU37                | 9 marzo 2002      | Spacewatch             |
| 629436 | 2002 EQ76                | 11 marzo 2002     | Spacewatch             |
| 629437 | 2002 EH114               | 10 marzo 2002     | Spacewatch             |
| 629438 | 2002 EN133               | 13 marzo 2002     | LINEAR                 |
| 629439 | 2002 EO144               | 13 marzo 2002     | NEAT                   |
| 629440 | 2002 EY163               | 6 febbraio 2002   | LONEOS                 |
| 629441 | 2002 ET165               | 11 marzo 2007     | Spacewatch             |
| 629442 | 2002 EG169               | 13 febbraio 2011  | Mount Lemmon Survey    |
| 629443 | 2002 EA171               | 18 settembre 2009 | Spacewatch             |
| 629444 | 2002 FC28                | 20 marzo 2002     | Spacewatch             |
| 629445 | 2002 FX41                | 25 aprile 2007    | Mount Lemmon Survey    |
| 629446 | 2002 FF43                | 12 febbraio 2018  | Pan-STARRS             |
| 629447 | 2002 GY27                | 6 aprile 2002     | Cerro Tololo Obs.      |
| 629448 | 2002 GJ28                | 5 marzo 2002      | Spacewatch             |
| 629449 | 2002 GC30                | 7 aprile 2002     | Cerro Tololo Obs.      |
| 629450 | 2002 GN47                | 4 aprile 2002     | Spacewatch             |
| 629451 | 2002 GP163               | 3 settembre 2008  | Spacewatch             |
| 629452 | 2002 GN191               | 16 agosto 2006    | NEAT                   |
| 629453 | 2002 GP193               | 1 aprile 2012     | Mount Lemmon Survey    |
| 629454 | 2002 GX193               | 25 settembre 2008 | Mount Lemmon Survey    |
| 629455 | 2002 GH197               | 18 settembre 2009 | Spacewatch             |
| 629456 | 2002 GE198               | 8 aprile 2002     | Spacewatch             |
| 629457 | 2002 HU18                | 28 novembre 2013  | Spacewatch             |
| 629458 | 2002 JB86                | 11 maggio 2002    | LINEAR                 |
| 629459 | 2002 JT153               | 17 gennaio 2015   | Pan-STARRS             |
| 629460 | 2002 KT11                | 17 maggio 2002    | NEAT                   |
| 629461 | 2002 KJ15                | 10 maggio 2002    | NEAT                   |
| 629462 | 2002 KT16                | 30 novembre 2003  | Spacewatch             |
| 629463 | 2002 LC48                | 12 giugno 2002    | NEAT                   |
| 629464 | 2002 LY62                | 9 settembre 2008  | Spacewatch             |
| 629465 | 2002 LU63                | 17 gennaio 2005   | Spacewatch             |
| 629466 | 2002 LG64                | 23 febbraio 2006  | LONEOS                 |
| 629467 | 2002 LF65                | 14 settembre 1998 | LINEAR                 |
| 629468 | 2002 LT65                | 29 aprile 2014    | Pan-STARRS             |
| 629469 | 2002 MQ7                 | 18 gennaio 2004   | Spacewatch             |
| 629470 | 2002 MZ7                 | 16 dicembre 2003  | Spacewatch             |
| 629471 | 2002 MF8                 | 20 ottobre 2007   | Spacewatch             |
| 629472 | 2002 NO30                | 24 giugno 2002    | NEAT                   |
| 629473 | 2002 NT48                | 4 luglio 2002     | NEAT                   |
| 629474 | 2002 NE65                | 2 febbraio 2005   | Spacewatch             |
| 629475 | 2002 ND67                | 5 marzo 2006      | Spacewatch             |
| 629476 | 2002 NR70                | 31 marzo 2009     | Mount Lemmon Survey    |
| 629477 | 2002 NC77                | 8 febbraio 2008   | Spacewatch             |
| 629478 | 2002 ND77                | 14 gennaio 2011   | Mount Lemmon Survey    |
| 629479 | 2002 NO78                | 4 aprile 2005     | K. Sárneczky           |
| 629480 | 2002 NM79                | 16 gennaio 2009   | Spacewatch             |
| 629481 | 2002 NP80                | 19 gennaio 2005   | Spacewatch             |
| 629482 | 2002 NT80                | 7 luglio 2002     | Spacewatch             |
| 629483 | 2002 NY80                | 18 gennaio 2009   | Spacewatch             |
| 629484 | 2002 ND83                | 5 agosto 2002     | NEAT                   |
| 629485 | 2002 NG83                | 9 febbraio 2005   | LONEOS                 |
| 629486 | 2002 OX8                 | 12 luglio 2002    | NEAT                   |
| 629487 | 2002 OF34                | 7 gennaio 2010    | Spacewatch             |
| 629488 | 2002 OR34                | 9 marzo 2005      | Mount Lemmon Survey    |
| 629489 | 2002 OW34                | 19 novembre 2008  | Spacewatch             |
| 629490 | 2002 OE36                | 14 dicembre 2004  | Spacewatch             |
| 629491 | 2002 OM37                | 10 novembre 2006  | Spacewatch             |
| 629492 | 2002 PJ5                 | 21 luglio 2002    | NEAT                   |
| 629493 | 2002 PG12                | 17 giugno 2002    | Spacewatch             |
| 629494 | 2002 PE31                | 6 agosto 2002     | NEAT                   |
| 629495 | 2002 PH32                | 6 agosto 2002     | NEAT                   |
| 629496 | 2002 PA114               | 22 luglio 2002    | NEAT                   |
| 629497 | 2002 PH144               | 9 agosto 2002     | M. W. Buie, S. D. Kern |
| 629498 | 2002 PK146               | 9 agosto 2002     | M. W. Buie, S. D. Kern |
| 629499 | 2002 PE152               | 13 agosto 2002    | NEAT                   |
| 629500 | 2002 PN158               | 15 luglio 2002    | NEAT                   |

## 629501–629600
| Nome   | Designazione provvisoria | Data di scoperta  | Scopritore             |
| ------ | ------------------------ | ----------------- | ---------------------- |
| 629501 | 2002 PB162               | 12 agosto 2002    | M. W. Buie, S. D. Kern |
| 629502 | 2002 PB175               | 11 agosto 2002    | NEAT                   |
| 629503 | 2002 PE175               | 11 agosto 2002    | NEAT                   |
| 629504 | 2002 PJ175               | 19 novembre 2003  | NEAT                   |
| 629505 | 2002 PB185               | 26 maggio 2006    | Mount Lemmon Survey    |
| 629506 | 2002 PT185               | 14 settembre 2007 | Mount Lemmon Survey    |
| 629507 | 2002 PE190               | 6 agosto 2002     | NEAT                   |
| 629508 | 2002 PU194               | 2 settembre 2008  | Spacewatch             |
| 629509 | 2002 PG198               | 11 agosto 2002    | NEAT                   |
| 629510 | 2002 PB199               | 22 ottobre 2008   | Spacewatch             |
| 629511 | 2002 PN200               | 18 dicembre 2003  | Spacewatch             |
| 629512 | 2002 PT202               | 29 agosto 2002    | NEAT                   |
| 629513 | 2002 PW203               | 20 maggio 2005    | Mount Lemmon Survey    |
| 629514 | 2002 PX203               | 15 aprile 2005    | Spacewatch             |
| 629515 | 2002 PX205               | 2 ottobre 2013    | Spacewatch             |
| 629516 | 2002 QF34                | 29 agosto 2002    | NEAT                   |
| 629517 | 2002 QO44                | 18 agosto 2002    | NEAT                   |
| 629518 | 2002 QA61                | 17 agosto 2002    | NEAT                   |
| 629519 | 2002 QV63                | 16 marzo 2004     | Spacewatch             |
| 629520 | 2002 QF83                | 16 agosto 2002    | NEAT                   |
| 629521 | 2002 QC84                | 5 settembre 2002  | AMOS                   |
| 629522 | 2002 QN87                | 13 agosto 2002    | NEAT                   |
| 629523 | 2002 QV91                | 29 agosto 2002    | NEAT                   |
| 629524 | 2002 QC92                | 18 maggio 2005    | NEAT                   |
| 629525 | 2002 QV107               | 21 luglio 2002    | NEAT                   |
| 629526 | 2002 QW118               | 25 novembre 2006  | Mount Lemmon Survey    |
| 629527 | 2002 QV124               | 1 febbraio 2006   | Mount Lemmon Survey    |
| 629528 | 2002 QT128               | 10 settembre 2007 | Mount Lemmon Survey    |
| 629529 | 2002 QJ129               | 24 novembre 2003  | NEAT                   |
| 629530 | 2002 QK130               | 3 novembre 2007   | Spacewatch             |
| 629531 | 2002 QG137               | 26 agosto 2002    | NEAT                   |
| 629532 | 2002 QJ138               | 10 ottobre 2008   | Mount Lemmon Survey    |
| 629533 | 2002 QV142               | 21 ottobre 2008   | Mount Lemmon Survey    |
| 629534 | 2002 QA144               | 24 marzo 2006     | Mount Lemmon Survey    |
| 629535 | 2002 QF144               | 16 giugno 2010    | Mount Lemmon Survey    |
| 629536 | 2002 QN144               | 26 febbraio 2008  | Mount Lemmon Survey    |
| 629537 | 2002 QR144               | 18 gennaio 2009   | Spacewatch             |
| 629538 | 2002 QY146               | 7 maggio 2010     | Mount Lemmon Survey    |
| 629539 | 2002 QG149               | 17 novembre 2006  | Mount Lemmon Survey    |
| 629540 | 2002 QW150               | 17 febbraio 2010  | Spacewatch             |
| 629541 | 2002 QD154               | 18 febbraio 2010  | Spacewatch             |
| 629542 | 2002 QB156               | 27 settembre 2013 | Pan-STARRS             |
| 629543 | 2002 QF156               | 21 ottobre 2008   | Mount Lemmon Survey    |
| 629544 | 2002 QP156               | 12 ottobre 1998   | Spacewatch             |
| 629545 | 2002 QX157               | 5 agosto 2002     | NEAT                   |
| 629546 | 2002 QP158               | 5 settembre 2013  | Spacewatch             |
| 629547 | 2002 QQ158               | 25 luglio 2015    | Pan-STARRS             |
| 629548 | 2002 QT158               | 18 dicembre 2003  | Spacewatch             |
| 629549 | 2002 QO159               | 4 marzo 2016      | Pan-STARRS             |
| 629550 | 2002 RR                  | 3 settembre 2002  | R. Clingan             |
| 629551 | 2002 RQ77                | 5 settembre 2002  | LINEAR                 |
| 629552 | 2002 RP130               | 10 settembre 2002 | AMOS                   |
| 629553 | 2002 RP140               | 12 settembre 2002 | AMOS                   |
| 629554 | 2002 RQ156               | 11 settembre 2002 | NEAT                   |
| 629555 | 2002 RV161               | 5 settembre 2002  | LINEAR                 |
| 629556 | 2002 RA171               | 13 settembre 2002 | NEAT                   |
| 629557 | 2002 RT175               | 13 settembre 2002 | NEAT                   |
| 629558 | 2002 RV189               | 14 settembre 2002 | NEAT                   |
| 629559 | 2002 RD193               | 12 settembre 2002 | NEAT                   |
| 629560 | 2002 RR218               | 30 agosto 2002    | NEAT                   |
| 629561 | 2002 RL231               | 7 settembre 2002  | LINEAR                 |
| 629562 | 2002 RV238               | 27 agosto 2002    | NEAT                   |
| 629563 | 2002 RD246               | 18 agosto 2002    | NEAT                   |
| 629564 | 2002 RU259               | 11 marzo 2005     | Spacewatch             |
| 629565 | 2002 RT263               | 8 marzo 2005      | Spacewatch             |
| 629566 | 2002 RU265               | 12 aprile 2005    | Kitt Peak Obs.         |
| 629567 | 2002 RF275               | 21 dicembre 2003  | SDSS Collaboration     |
| 629568 | 2002 RQ281               | 2 marzo 2006      | Spacewatch             |
| 629569 | 2002 RU281               | 26 ottobre 2008   | Spacewatch             |
| 629570 | 2002 RA282               | 16 maggio 2009    | Spacewatch             |
| 629571 | 2002 RD284               | 13 marzo 2005     | CSS                    |
| 629572 | 2002 RA289               | 11 aprile 2005    | Kitt Peak Obs.         |
| 629573 | 2002 RE289               | 21 novembre 2008  | Mount Lemmon Survey    |
| 629574 | 2002 RP289               | 16 settembre 2009 | CSS                    |
| 629575 | 2002 RR290               | 30 marzo 2008     | Spacewatch             |
| 629576 | 2002 RX290               | 17 novembre 2006  | Spacewatch             |
| 629577 | 2002 RD291               | 29 aprile 2006    | Spacewatch             |
| 629578 | 2002 RN291               | 18 novembre 2006  | Spacewatch             |
| 629579 | 2002 RT291               | 10 settembre 2007 | Spacewatch             |
| 629580 | 2002 RF292               | 14 giugno 2010    | LINEAR                 |
| 629581 | 2002 RC293               | 27 febbraio 2006  | Spacewatch             |
| 629582 | 2002 RM293               | 2 gennaio 2011    | Mount Lemmon Survey    |
| 629583 | 2002 RG295               | 18 novembre 2008  | Spacewatch             |
| 629584 | 2002 RR295               | 16 gennaio 2004   | Spacewatch             |
| 629585 | 2002 RT295               | 11 marzo 2005     | Spacewatch             |
| 629586 | 2002 RF297               | 25 marzo 2017     | Pan-STARRS             |
| 629587 | 2002 RT297               | 7 novembre 2010   | Mount Lemmon Survey    |
| 629588 | 2002 RV297               | 20 maggio 2005    | Mount Lemmon Survey    |
| 629589 | 2002 RJ298               | 9 aprile 2013     | Pan-STARRS             |
| 629590 | 2002 RP299               | 5 aprile 2016     | Pan-STARRS             |
| 629591 | 2002 SN49                | 30 settembre 2002 | LINEAR                 |
| 629592 | 2002 SB67                | 9 febbraio 2005   | Mount Lemmon Survey    |
| 629593 | 2002 TN93                | 3 ottobre 2002    | LINEAR                 |
| 629594 | 2002 TT97                | 2 ottobre 2002    | CINEOS                 |
| 629595 | 2002 TC101               | 28 settembre 2002 | AMOS                   |
| 629596 | 2002 TE104               | 4 ottobre 2002    | LINEAR                 |
| 629597 | 2002 TQ115               | 3 ottobre 2002    | NEAT                   |
| 629598 | 2002 TU119               | 3 ottobre 2002    | NEAT                   |
| 629599 | 2002 TX129               | 4 ottobre 2002    | NEAT                   |
| 629600 | 2002 TC145               | 2 ottobre 2002    | CINEOS                 |

## 629601–629700
| Nome   | Designazione provvisoria | Data di scoperta  | Scopritore                              |
| ------ | ------------------------ | ----------------- | --------------------------------------- |
| 629601 | 2002 TM149               | 5 ottobre 2002    | NEAT                                    |
| 629602 | 2002 TZ151               | 5 ottobre 2002    | NEAT                                    |
| 629603 | 2002 TG201               | 5 ottobre 2002    | Spacewatch                              |
| 629604 | 2002 TF202               | 2 ottobre 2002    | J. Dellinger                            |
| 629605 | 2002 TC211               | 7 ottobre 2002    | LINEAR                                  |
| 629606 | 2002 TT212               | 30 settembre 2002 | AMOS                                    |
| 629607 | 2002 TF221               | 27 settembre 2002 | NEAT                                    |
| 629608 | 2002 TM243               | 9 ottobre 2002    | Spacewatch                              |
| 629609 | 2002 TE245               | 7 ottobre 2002    | AMOS                                    |
| 629610 | 2002 TY247               | 7 ottobre 2002    | NEAT                                    |
| 629611 | 2002 TA248               | 7 ottobre 2002    | NEAT                                    |
| 629612 | 2002 TG250               | 7 ottobre 2002    | LINEAR                                  |
| 629613 | 2002 TK268               | 4 ottobre 2002    | LINEAR                                  |
| 629614 | 2002 TS269               | 28 settembre 2002 | AMOS                                    |
| 629615 | 2002 TR379               | 8 maggio 2005     | Spacewatch                              |
| 629616 | 2002 TU382               | 5 aprile 2005     | Mount Lemmon Survey                     |
| 629617 | 2002 TJ385               | 18 gennaio 2004   | NEAT                                    |
| 629618 | 2002 TV389               | 15 agosto 2009    | Spacewatch                              |
| 629619 | 2002 TH390               | 14 novembre 2013  | Mount Lemmon Survey                     |
| 629620 | 2002 TG393               | 13 aprile 2011    | Spacewatch                              |
| 629621 | 2002 TT393               | 18 luglio 2006    | SSS                                     |
| 629622 | 2002 UK25                | 5 ottobre 2002    | LINEAR                                  |
| 629623 | 2002 UX34                | 31 ottobre 2002   | LINEAR                                  |
| 629624 | 2002 US74                | 29 agosto 2006    | LONEOS                                  |
| 629625 | 2002 UX74                | 2 novembre 2002   | AMOS                                    |
| 629626 | 2002 UF76                | 12 febbraio 2004  | Spacewatch                              |
| 629627 | 2002 UX79                | 5 maggio 2008     | Mount Lemmon Survey                     |
| 629628 | 2002 UB80                | 12 marzo 2005     | Spacewatch                              |
| 629629 | 2002 UZ80                | 19 novembre 2009  | Mount Lemmon Survey                     |
| 629630 | 2002 UQ81                | 26 ottobre 2009   | Spacewatch                              |
| 629631 | 2002 VL1                 | 2 novembre 2002   | Osservatorio del Roque de los Muchachos |
| 629632 | 2002 VP18                | 15 ottobre 2002   | NEAT                                    |
| 629633 | 2002 VS70                | 7 novembre 2002   | LINEAR                                  |
| 629634 | 2002 VA125               | 13 novembre 2002  | LINEAR                                  |
| 629635 | 2002 VZ140               | 12 febbraio 2004  | Spacewatch                              |
| 629636 | 2002 VE142               | 15 aprile 2005    | Spacewatch                              |
| 629637 | 2002 VU143               | 11 maggio 2005    | Mount Lemmon Survey                     |
| 629638 | 2002 VK145               | 31 ottobre 2002   | NEAT                                    |
| 629639 | 2002 VN145               | 31 ottobre 2002   | NEAT                                    |
| 629640 | 2002 VY147               | 11 settembre 2007 | CSS                                     |
| 629641 | 2002 VH150               | 18 settembre 2006 | Spacewatch                              |
| 629642 | 2002 VO151               | 13 marzo 2008     | Spacewatch                              |
| 629643 | 2002 VS152               | 9 novembre 2013   | Pan-STARRS                              |
| 629644 | 2002 VE153               | 6 dicembre 2015   | Mount Lemmon Survey                     |
| 629645 | 2002 VG153               | 1 aprile 2016     | Pan-STARRS                              |
| 629646 | 2002 VX153               | 17 agosto 2012    | Pan-STARRS                              |
| 629647 | 2002 WR3                 | 24 novembre 2002  | NEAT                                    |
| 629648 | 2002 WU27                | 22 novembre 2006  | Mount Lemmon Survey                     |
| 629649 | 2002 WZ30                | 1 gennaio 2009    | Mount Lemmon Survey                     |
| 629650 | 2002 WA32                | 4 aprile 2008     | Spacewatch                              |
| 629651 | 2002 WG32                | 3 dicembre 2002   | NEAT                                    |
| 629652 | 2002 WJ32                | 16 marzo 2009     | Spacewatch                              |
| 629653 | 2002 XG95                | 23 novembre 2002  | NEAT                                    |
| 629654 | 2002 XG96                | 5 dicembre 2002   | LINEAR                                  |
| 629655 | 2002 XM97                | 5 dicembre 2002   | LINEAR                                  |
| 629656 | 2002 XB102               | 5 dicembre 2002   | LINEAR                                  |
| 629657 | 2002 XL118               | 2 dicembre 2008   | Spacewatch                              |
| 629658 | 2002 XN121               | 14 giugno 2005    | Spacewatch                              |
| 629659 | 2002 XG122               | 19 aprile 2013    | Pan-STARRS                              |
| 629660 | 2002 XL124               | 12 dicembre 2002  | NEAT                                    |
| 629661 | 2002 XN124               | 22 dicembre 2008  | Mount Lemmon Survey                     |
| 629662 | 2002 YQ17                | 31 dicembre 2002  | LINEAR                                  |
| 629663 | 2003 AT83                | 4 gennaio 2003    | I. dell'Antonio, D. Loomba              |
| 629664 | 2003 AR95                | 10 febbraio 2005  | A. Boattini                             |
| 629665 | 2003 BV3                 | 24 gennaio 2003   | A. Boattini, O. R. Hainaut              |
| 629666 | 2003 BL5                 | 24 gennaio 2003   | A. Boattini, O. R. Hainaut              |
| 629667 | 2003 BJ85                | 26 gennaio 2003   | W. H. Ryan                              |
| 629668 | 2003 BZ95                | 1 febbraio 2003   | Spacewatch                              |
| 629669 | 2003 BB96                | 31 dicembre 2011  | Mount Lemmon Survey                     |
| 629670 | 2003 BH96                | 15 settembre 2006 | Spacewatch                              |
| 629671 | 2003 BE98                | 24 febbraio 2012  | Pan-STARRS                              |
| 629672 | 2003 BC99                | 25 ottobre 2005   | Mount Lemmon Survey                     |
| 629673 | 2003 BY101               | 9 novembre 2007   | Spacewatch                              |
| 629674 | 2003 BN102               | 18 ottobre 2012   | Pan-STARRS                              |
| 629675 | 2003 CT22                | 7 febbraio 2003   | C. Barbieri                             |
| 629676 | 2003 CP26                | 1 febbraio 2003   | NEAT                                    |
| 629677 | 2003 CS26                | 12 marzo 2003     | Spacewatch                              |
| 629678 | 2003 DW                  | 2 febbraio 2003   | NEAT                                    |
| 629679 | 2003 DR6                 | 23 febbraio 2003  | CINEOS                                  |
| 629680 | 2003 DG25                | 22 febbraio 2003  | NEAT                                    |
| 629681 | 2003 EH18                | 22 febbraio 2003  | NEAT                                    |
| 629682 | 2003 EW23                | 6 marzo 2003      | LINEAR                                  |
| 629683 | 2003 EC31                | 6 marzo 2003      | NEAT                                    |
| 629684 | 2003 ET64                | 18 gennaio 2008   | Spacewatch                              |
| 629685 | 2003 EH65                | 15 marzo 2004     | Spacewatch                              |
| 629686 | 2003 FO110               | 30 marzo 2003     | Spacewatch                              |
| 629687 | 2003 FQ125               | 26 ottobre 1995   | Spacewatch                              |
| 629688 | 2003 FX134               | 27 marzo 2003     | Spacewatch                              |
| 629689 | 2003 FO136               | 18 agosto 2010    | ESA OGS                                 |
| 629690 | 2003 FY138               | 19 dicembre 2007  | Mount Lemmon Survey                     |
| 629691 | 2003 FL139               | 18 ottobre 2012   | Pan-STARRS                              |
| 629692 | 2003 GL21                | 7 aprile 2003     | Spacewatch                              |
| 629693 | 2003 GH32                | 25 marzo 2003     | AMOS                                    |
| 629694 | 2003 GE33                | 6 novembre 2005   | Spacewatch                              |
| 629695 | 2003 GE57                | 8 aprile 2003     | Spacewatch                              |
| 629696 | 2003 GF58                | 10 aprile 2003    | Spacewatch                              |
| 629697 | 2003 GJ58                | 3 gennaio 2011    | Mount Lemmon Survey                     |
| 629698 | 2003 GX59                | 27 ottobre 2005   | Spacewatch                              |
| 629699 | 2003 GR61                | 9 aprile 2003     | Spacewatch                              |
| 629700 | 2003 GV61                | 2 marzo 2006      | Spacewatch                              |

## 629701–629800
| Nome   | Designazione provvisoria | Data di scoperta  | Scopritore               |
| ------ | ------------------------ | ----------------- | ------------------------ |
| 629701 | 2003 GP62                | 2 marzo 2012      | Mount Lemmon Survey      |
| 629702 | 2003 GG64                | 19 gennaio 2013   | Mount Lemmon Survey      |
| 629703 | 2003 HO18                | 25 aprile 2003    | Spacewatch               |
| 629704 | 2003 HV25                | 25 aprile 2003    | Spacewatch               |
| 629705 | 2003 HL59                | 1 gennaio 2009    | Mount Lemmon Survey      |
| 629706 | 2003 HM59                | 13 novembre 2012  | Spacewatch               |
| 629707 | 2003 HW59                | 25 aprile 2003    | Spacewatch               |
| 629708 | 2003 HZ59                | 13 aprile 2008    | Mount Lemmon Survey      |
| 629709 | 2003 HW60                | 26 aprile 2004    | Spacewatch               |
| 629710 | 2003 HW62                | 16 ottobre 2007   | Mount Lemmon Survey      |
| 629711 | 2003 HZ65                | 25 aprile 2003    | Spacewatch               |
| 629712 | 2003 JJ19                | 26 maggio 2007    | Mount Lemmon Survey      |
| 629713 | 2003 JK19                | 21 settembre 2008 | Mount Lemmon Survey      |
| 629714 | 2003 KV4                 | 22 maggio 2003    | Spacewatch               |
| 629715 | 2003 KZ7                 | 23 maggio 2003    | Spacewatch               |
| 629716 | 2003 KC38                | 4 luglio 2013     | Pan-STARRS               |
| 629717 | 2003 NH14                | 28 gennaio 2006   | Spacewatch               |
| 629718 | 2003 OS34                | 24 luglio 2003    | NEAT                     |
| 629719 | 2003 PH13                | 5 novembre 2010   | Mount Lemmon Survey      |
| 629720 | 2003 PO13                | 1 febbraio 1995   | Spacewatch               |
| 629721 | 2003 QL28                | 26 settembre 2000 | Spacewatch               |
| 629722 | 2003 QT43                | 22 agosto 2003    | AMOS                     |
| 629723 | 2003 QJ90                | 27 agosto 2003    | NEAT                     |
| 629724 | 2003 QQ118               | 26 gennaio 2006   | Spacewatch               |
| 629725 | 2003 SS1                 | 16 settembre 2003 | Spacewatch               |
| 629726 | 2003 SA25                | 22 agosto 2003    | LINEAR                   |
| 629727 | 2003 ST74                | 20 marzo 2002     | Spacewatch               |
| 629728 | 2003 SX172               | 18 settembre 2003 | LINEAR                   |
| 629729 | 2003 SB186               | 22 agosto 1995    | Spacewatch               |
| 629730 | 2003 SE228               | 22 agosto 2003    | A. Boattini, A. Di Paola |
| 629731 | 2003 SL231               | 25 agosto 2003    | Cerro Tololo Obs.        |
| 629732 | 2003 SD232               | 24 settembre 2003 | AMOS                     |
| 629733 | 2003 SH233               | 19 settembre 2003 | NEAT                     |
| 629734 | 2003 SG241               | 27 settembre 2003 | Spacewatch               |
| 629735 | 2003 SX262               | 28 settembre 2003 | LINEAR                   |
| 629736 | 2003 SM287               | 30 settembre 2003 | Spacewatch               |
| 629737 | 2003 SR295               | 30 settembre 2003 | LINEAR                   |
| 629738 | 2003 SN339               | 16 ottobre 2003   | NEAT                     |
| 629739 | 2003 SY339               | 2 aprile 2005     | CSS                      |
| 629740 | 2003 SL357               | 20 settembre 2003 | Spacewatch               |
| 629741 | 2003 SL363               | 22 settembre 2003 | Spacewatch               |
| 629742 | 2003 ST368               | 26 settembre 2003 | SDSS Collaboration       |
| 629743 | 2003 SA376               | 18 settembre 2003 | Spacewatch               |
| 629744 | 2003 SG376               | 26 settembre 2003 | SDSS Collaboration       |
| 629745 | 2003 SB383               | 30 settembre 2003 | Spacewatch               |
| 629746 | 2003 SA384               | 30 settembre 2003 | Spacewatch               |
| 629747 | 2003 SD385               | 26 settembre 2003 | SDSS Collaboration       |
| 629748 | 2003 SJ388               | 2 ottobre 2003    | Spacewatch               |
| 629749 | 2003 SC392               | 26 settembre 2003 | SDSS Collaboration       |
| 629750 | 2003 SZ431               | 17 settembre 2003 | Spacewatch               |
| 629751 | 2003 SG437               | 22 settembre 2003 | Spacewatch               |
| 629752 | 2003 SD438               | 15 settembre 2013 | Pan-STARRS               |
| 629753 | 2003 SQ442               | 18 settembre 2003 | Spacewatch               |
| 629754 | 2003 SD443               | 16 febbraio 2013  | Mount Lemmon Survey      |
| 629755 | 2003 SZ460               | 11 marzo 2011     | Mount Lemmon Survey      |
| 629756 | 2003 SE476               | 27 settembre 2003 | Spacewatch               |
| 629757 | 2003 TA22                | 1 ottobre 2003    | Spacewatch               |
| 629758 | 2003 TX24                | 1 ottobre 2003    | Spacewatch               |
| 629759 | 2003 TC40                | 21 settembre 2003 | Spacewatch               |
| 629760 | 2003 TF42                | 2 ottobre 2003    | Spacewatch               |
| 629761 | 2003 TM46                | 3 ottobre 2003    | Spacewatch               |
| 629762 | 2003 TX47                | 3 ottobre 2003    | Spacewatch               |
| 629763 | 2003 TS48                | 3 ottobre 2003    | Spacewatch               |
| 629764 | 2003 UF36                | 16 ottobre 2003   | NEAT                     |
| 629765 | 2003 UG40                | 16 ottobre 2003   | Spacewatch               |
| 629766 | 2003 UX43                | 18 ottobre 2003   | Spacewatch               |
| 629767 | 2003 US58                | 16 ottobre 2003   | Spacewatch               |
| 629768 | 2003 UE91                | 20 ottobre 2003   | LINEAR                   |
| 629769 | 2003 UR108               | 19 ottobre 2003   | Spacewatch               |
| 629770 | 2003 UB126               | 15 ottobre 2003   | NEAT                     |
| 629771 | 2003 UX238               | 16 ottobre 2003   | Spacewatch               |
| 629772 | 2003 UG289               | 25 ottobre 2003   | Spacewatch               |
| 629773 | 2003 UE318               | 23 luglio 2003    | NEAT                     |
| 629774 | 2003 UD321               | 20 settembre 2003 | Spacewatch               |
| 629775 | 2003 UG330               | 17 ottobre 2003   | Spacewatch               |
| 629776 | 2003 US332               | 4 novembre 2004   | Spacewatch               |
| 629777 | 2003 UC333               | 18 ottobre 2003   | SDSS Collaboration       |
| 629778 | 2003 UN360               | 21 settembre 2003 | NEAT                     |
| 629779 | 2003 UT363               | 20 ottobre 2003   | Spacewatch               |
| 629780 | 2003 UN369               | 21 ottobre 2003   | Spacewatch               |
| 629781 | 2003 UN375               | 18 settembre 2003 | Spacewatch               |
| 629782 | 2003 UC377               | 22 ottobre 2003   | SDSS Collaboration       |
| 629783 | 2003 UT383               | 13 gennaio 2005   | CSS                      |
| 629784 | 2003 UG405               | 23 ottobre 2003   | SDSS Collaboration       |
| 629785 | 2003 UV405               | 21 gennaio 1993   | Spacewatch               |
| 629786 | 2003 UM407               | 23 ottobre 2003   | SDSS Collaboration       |
| 629787 | 2003 UB409               | 13 marzo 2005     | Spacewatch               |
| 629788 | 2003 UC412               | 23 ottobre 2003   | SDSS Collaboration       |
| 629789 | 2003 UT414               | 2 ottobre 2003    | Spacewatch               |
| 629790 | 2003 UL418               | 28 settembre 2003 | SDSS Collaboration       |
| 629791 | 2003 UR418               | 11 marzo 2005     | Spacewatch               |
| 629792 | 2003 UG419               | 16 ottobre 2003   | NEAT                     |
| 629793 | 2003 UX421               | 14 gennaio 2011   | Mount Lemmon Survey      |
| 629794 | 2003 UT431               | 19 ottobre 2003   | Spacewatch               |
| 629795 | 2003 UY431               | 5 aprile 2014     | Pan-STARRS               |
| 629796 | 2003 UA432               | 17 settembre 2006 | Spacewatch               |
| 629797 | 2003 UX437               | 4 maggio 2005     | Spacewatch               |
| 629798 | 2003 UJ442               | 13 dicembre 2015  | Pan-STARRS               |
| 629799 | 2003 WW23                | 18 novembre 2003  | Spacewatch               |
| 629800 | 2003 WX47                | 18 novembre 2003  | Spacewatch               |

## 629801–629900
| Nome   | Designazione provvisoria | Data di scoperta  | Scopritore                   |
| ------ | ------------------------ | ----------------- | ---------------------------- |
| 629801 | 2003 WC76                | 19 novembre 2003  | LINEAR                       |
| 629802 | 2003 WH159               | 19 novembre 2003  | NEAT                         |
| 629803 | 2003 WE181               | 20 novembre 2003  | Kitt Peak Obs.               |
| 629804 | 2003 WG188               | 18 novembre 2003  | Spacewatch                   |
| 629805 | 2003 WZ195               | 26 novembre 2003  | Spacewatch                   |
| 629806 | 2003 WD196               | 16 gennaio 2008   | Spacewatch                   |
| 629807 | 2003 WF197               | 17 marzo 2012     | Spacewatch                   |
| 629808 | 2003 WH198               | 25 settembre 2011 | Pan-STARRS                   |
| 629809 | 2003 WO199               | 20 novembre 2003  | Spacewatch                   |
| 629810 | 2003 WD207               | 30 novembre 2003  | Spacewatch                   |
| 629811 | 2003 WU208               | 30 ottobre 2008   | Mount Lemmon Survey          |
| 629812 | 2003 WR210               | 20 ottobre 2011   | Mount Lemmon Survey          |
| 629813 | 2003 XP28                | 1 dicembre 2003   | Spacewatch                   |
| 629814 | 2003 XY29                | 1 dicembre 2003   | Spacewatch                   |
| 629815 | 2003 YC14                | 17 dicembre 2003  | LINEAR                       |
| 629816 | 2003 YM109               | 22 dicembre 2003  | Spacewatch                   |
| 629817 | 2003 YR139               | 28 dicembre 2003  | LINEAR                       |
| 629818 | 2003 YH142               | 28 dicembre 2003  | LINEAR                       |
| 629819 | 2003 YB172               | 18 dicembre 2003  | Spacewatch                   |
| 629820 | 2003 YV176               | 16 dicembre 2003  | Osservatorio di Mauna Kea    |
| 629821 | 2003 YA183               | 19 febbraio 2004  | P. R. Holvorcem, M. Schwartz |
| 629822 | 2003 YV183               | 7 marzo 2013      | SSS                          |
| 629823 | 2003 YW183               | 1 marzo 2012      | Mount Lemmon Survey          |
| 629824 | 2003 YY183               | 18 gennaio 2015   | Pan-STARRS                   |
| 629825 | 2003 YL185               | 27 agosto 2006    | Spacewatch                   |
| 629826 | 2003 YT186               | 29 dicembre 2003  | Spacewatch                   |
| 629827 | 2003 YN187               | 21 gennaio 1993   | Spacewatch                   |
| 629828 | 2004 AP6                 | 15 gennaio 2004   | Spacewatch                   |
| 629829 | 2004 AK16                | 15 gennaio 2004   | Spacewatch                   |
| 629830 | 2004 AK20                | 21 dicembre 2003  | Spacewatch                   |
| 629831 | 2004 AM21                | 15 gennaio 2004   | Spacewatch                   |
| 629832 | 2004 AG23                | 15 gennaio 2004   | Spacewatch                   |
| 629833 | 2004 AL26                | 13 gennaio 2004   | NEAT                         |
| 629834 | 2004 BP10                | 17 gennaio 2004   | AMOS                         |
| 629835 | 2004 BK13                | 17 gennaio 2004   | NEAT                         |
| 629836 | 2004 BW30                | 18 gennaio 2004   | NEAT                         |
| 629837 | 2004 BV31                | 21 dicembre 2003  | Spacewatch                   |
| 629838 | 2004 BJ53                | 15 gennaio 2004   | Spacewatch                   |
| 629839 | 2004 BM86                | 16 gennaio 2004   | Spacewatch                   |
| 629840 | 2004 BX97                | 27 gennaio 2004   | Spacewatch                   |
| 629841 | 2004 BH104               | 23 gennaio 2004   | LINEAR                       |
| 629842 | 2004 BF126               | 16 gennaio 2004   | Spacewatch                   |
| 629843 | 2004 BS131               | 16 gennaio 2004   | Spacewatch                   |
| 629844 | 2004 BE133               | 31 agosto 2002    | Spacewatch                   |
| 629845 | 2004 BF133               | 17 gennaio 2004   | Spacewatch                   |
| 629846 | 2004 BN139               | 19 gennaio 2004   | Spacewatch                   |
| 629847 | 2004 BH142               | 19 gennaio 2004   | Spacewatch                   |
| 629848 | 2004 BB156               | 28 gennaio 2004   | Spacewatch                   |
| 629849 | 2004 BF164               | 19 gennaio 2004   | Spacewatch                   |
| 629850 | 2004 BM164               | 17 gennaio 2004   | Spacewatch                   |
| 629851 | 2004 BT164               | 20 ottobre 2007   | Mount Lemmon Survey          |
| 629852 | 2004 BU164               | 30 dicembre 2007  | Spacewatch                   |
| 629853 | 2004 BD165               | 3 dicembre 2007   | Spacewatch                   |
| 629854 | 2004 BK169               | 26 novembre 2013  | Mount Lemmon Survey          |
| 629855 | 2004 BG170               | 2 settembre 2014  | Pan-STARRS                   |
| 629856 | 2004 BA172               | 14 settembre 2007 | Spacewatch                   |
| 629857 | 2004 CN26                | 11 febbraio 2004  | Spacewatch                   |
| 629858 | 2004 CD38                | 13 febbraio 2004  | NEAT                         |
| 629859 | 2004 CU69                | 23 gennaio 2004   | LONEOS                       |
| 629860 | 2004 CR87                | 11 febbraio 2004  | Spacewatch                   |
| 629861 | 2004 CY108               | 15 febbraio 2004  | NEAT                         |
| 629862 | 2004 CZ122               | 20 agosto 2001    | Cerro Tololo Obs.            |
| 629863 | 2004 CF126               | 12 febbraio 2004  | Spacewatch                   |
| 629864 | 2004 CB128               | 13 febbraio 2004  | Spacewatch                   |
| 629865 | 2004 CD131               | 1 gennaio 2009    | Spacewatch                   |
| 629866 | 2004 CK131               | 10 febbraio 2011  | Mount Lemmon Survey          |
| 629867 | 2004 CZ131               | 2 settembre 2010  | Mount Lemmon Survey          |
| 629868 | 2004 CO132               | 7 dicembre 2015   | Pan-STARRS                   |
| 629869 | 2004 CT133               | 17 dicembre 2007  | Mount Lemmon Survey          |
| 629870 | 2004 CV133               | 20 febbraio 2015  | Mount Lemmon Survey          |
| 629871 | 2004 CY133               | 22 gennaio 2015   | Pan-STARRS                   |
| 629872 | 2004 CE134               | 26 ottobre 2013   | CSS                          |
| 629873 | 2004 DW1                 | 17 febbraio 2004  | LINEAR                       |
| 629874 | 2004 DM34                | 16 gennaio 2004   | P. R. Holvorcem, M. Schwartz |
| 629875 | 2004 DM36                | 12 febbraio 2004  | NEAT                         |
| 629876 | 2004 DD54                | 22 febbraio 2004  | Spacewatch                   |
| 629877 | 2004 DL55                | 22 febbraio 2004  | Spacewatch                   |
| 629878 | 2004 DT67                | 26 febbraio 2004  | M. W. Buie, D. E. Trilling   |
| 629879 | 2004 DB68                | 26 febbraio 2004  | M. W. Buie, D. E. Trilling   |
| 629880 | 2004 DQ80                | 14 settembre 2007 | CSS                          |
| 629881 | 2004 DR80                | 29 settembre 2009 | Mount Lemmon Survey          |
| 629882 | 2004 DY80                | 29 febbraio 2004  | Spacewatch                   |
| 629883 | 2004 DJ81                | 2 aprile 2005     | Spacewatch                   |
| 629884 | 2004 DS81                | 21 agosto 2006    | Spacewatch                   |
| 629885 | 2004 DV81                | 22 gennaio 2015   | Pan-STARRS                   |
| 629886 | 2004 DU82                | 4 giugno 2011     | Mount Lemmon Survey          |
| 629887 | 2004 DB83                | 19 dicembre 2007  | Mount Lemmon Survey          |
| 629888 | 2004 DZ84                | 4 dicembre 2008   | Spacewatch                   |
| 629889 | 2004 DO88                | 20 agosto 2014    | Pan-STARRS                   |
| 629890 | 2004 EB8                 | 13 marzo 2004     | NEAT                         |
| 629891 | 2004 ER20                | 30 luglio 2001    | NEAT                         |
| 629892 | 2004 EN26                | 14 marzo 2004     | Spacewatch                   |
| 629893 | 2004 EG28                | 15 marzo 2004     | Spacewatch                   |
| 629894 | 2004 ES49                | 15 marzo 2004     | Spacewatch                   |
| 629895 | 2004 EN61                | 30 gennaio 2004   | Spacewatch                   |
| 629896 | 2004 ED92                | 27 gennaio 2004   | Spacewatch                   |
| 629897 | 2004 EN92                | 15 marzo 2004     | Spacewatch                   |
| 629898 | 2004 ET98                | 15 marzo 2004     | Spacewatch                   |
| 629899 | 2004 EV107               | 15 marzo 2004     | Spacewatch                   |
| 629900 | 2004 ET109               | 15 marzo 2004     | Spacewatch                   |

## 629901–630000
| Nome   | Designazione provvisoria | Data di scoperta  | Scopritore                |
| ------ | ------------------------ | ----------------- | ------------------------- |
| 629901 | 2004 EL116               | 14 marzo 2004     | Spacewatch                |
| 629902 | 2004 EE117               | 15 marzo 2004     | Spacewatch                |
| 629903 | 2004 FR15                | 24 maggio 2000    | Spacewatch                |
| 629904 | 2004 FP40                | 18 marzo 2004     | LINEAR                    |
| 629905 | 2004 FL60                | 17 febbraio 2004  | Spacewatch                |
| 629906 | 2004 FH70                | 16 marzo 2004     | C. Demeautis, D. Matter   |
| 629907 | 2004 FG76                | 18 marzo 2004     | Spacewatch                |
| 629908 | 2004 FD79                | 28 settembre 1992 | Spacewatch                |
| 629909 | 2004 FW79                | 20 marzo 2004     | LINEAR                    |
| 629910 | 2004 FD87                | 11 marzo 2004     | NEAT                      |
| 629911 | 2004 FY122               | 17 marzo 2004     | Spacewatch                |
| 629912 | 2004 FM147               | 16 marzo 2004     | NEAT                      |
| 629913 | 2004 FG149               | 16 marzo 2004     | Spacewatch                |
| 629914 | 2004 FG153               | 17 marzo 2004     | D. Healy                  |
| 629915 | 2004 FJ158               | 17 marzo 2004     | Spacewatch                |
| 629916 | 2004 FH167               | 6 maggio 2008     | Mount Lemmon Survey       |
| 629917 | 2004 FJ167               | 15 aprile 2008    | Spacewatch                |
| 629918 | 2004 FL167               | 27 novembre 2006  | Spacewatch                |
| 629919 | 2004 FN167               | 29 marzo 2004     | Spacewatch                |
| 629920 | 2004 FX167               | 21 febbraio 2009  | Spacewatch                |
| 629921 | 2004 FW168               | 13 ottobre 2006   | Spacewatch                |
| 629922 | 2004 FY169               | 17 febbraio 2004  | C. Barbieri               |
| 629923 | 2004 FN172               | 15 settembre 2006 | Spacewatch                |
| 629924 | 2004 FY172               | 16 marzo 2004     | Spacewatch                |
| 629925 | 2004 FZ172               | 15 settembre 2012 | CSS                       |
| 629926 | 2004 FU173               | 20 marzo 2004     | Spacewatch                |
| 629927 | 2004 FF177               | 17 febbraio 2010  | Spacewatch                |
| 629928 | 2004 GZ2                 | 27 aprile 2000    | LONEOS                    |
| 629929 | 2004 GP6                 | 12 aprile 2004    | Spacewatch                |
| 629930 | 2004 GU49                | 12 aprile 2004    | Spacewatch                |
| 629931 | 2004 GZ61                | 13 aprile 2004    | Spacewatch                |
| 629932 | 2004 GF62                | 23 marzo 2004     | Spacewatch                |
| 629933 | 2004 GL62                | 13 aprile 2004    | Spacewatch                |
| 629934 | 2004 GS66                | 24 agosto 2001    | Spacewatch                |
| 629935 | 2004 GG69                | 13 aprile 2004    | Spacewatch                |
| 629936 | 2004 GS79                | 26 marzo 2004     | Spacewatch                |
| 629937 | 2004 GO89                | 16 marzo 2004     | Spacewatch                |
| 629938 | 2004 GW90                | 8 marzo 2008      | Mount Lemmon Survey       |
| 629939 | 2004 GO91                | 1 ottobre 2005    | Spacewatch                |
| 629940 | 2004 GW91                | 30 luglio 2005    | SSS                       |
| 629941 | 2004 HN15                | 16 aprile 2004    | Spacewatch                |
| 629942 | 2004 HE21                | 25 febbraio 2011  | Mount Lemmon Survey       |
| 629943 | 2004 HX21                | 16 aprile 2004    | Spacewatch                |
| 629944 | 2004 HM26                | 12 aprile 2004    | NEAT                      |
| 629945 | 2004 HZ52                | 19 marzo 2004     | NEAT                      |
| 629946 | 2004 HN57                | 21 aprile 2004    | Spacewatch                |
| 629947 | 2004 HH73                | 28 aprile 2004    | Spacewatch                |
| 629948 | 2004 HD74                | 28 aprile 2004    | Spacewatch                |
| 629949 | 2004 HB80                | 28 febbraio 2008  | Spacewatch                |
| 629950 | 2004 HG80                | 27 ottobre 1995   | Spacewatch                |
| 629951 | 2004 HH80                | 31 gennaio 2009   | Mount Lemmon Survey       |
| 629952 | 2004 HR80                | 7 novembre 2015   | Mount Lemmon Survey       |
| 629953 | 2004 HU80                | 22 marzo 2015     | Pan-STARRS                |
| 629954 | 2004 HZ80                | 23 aprile 2015    | Pan-STARRS 2              |
| 629955 | 2004 HF85                | 30 aprile 2004    | Spacewatch                |
| 629956 | 2004 JT13                | 22 aprile 2004    | Spacewatch                |
| 629957 | 2004 JL24                | 15 maggio 2004    | LINEAR                    |
| 629958 | 2004 JO38                | 14 maggio 2004    | Spacewatch                |
| 629959 | 2004 JL46                | 13 maggio 2004    | Spacewatch                |
| 629960 | 2004 JU47                | 13 maggio 2004    | Spacewatch                |
| 629961 | 2004 JT56                | 14 maggio 2004    | Spacewatch                |
| 629962 | 2004 JW56                | 18 novembre 2009  | Mount Lemmon Survey       |
| 629963 | 2004 JK57                | 21 maggio 2015    | Pan-STARRS                |
| 629964 | 2004 JL57                | 1 gennaio 2008    | Spacewatch                |
| 629965 | 2004 JJ58                | 3 marzo 2009      | Spacewatch                |
| 629966 | 2004 JL58                | 7 ottobre 2012    | Pan-STARRS                |
| 629967 | 2004 JQ58                | 9 maggio 2004     | Spacewatch                |
| 629968 | 2004 KM8                 | 18 maggio 2004    | LINEAR                    |
| 629969 | 2004 KN11                | 20 maggio 2004    | Spacewatch                |
| 629970 | 2004 KT19                | 20 maggio 2015    | Mount Lemmon Survey       |
| 629971 | 2004 KC21                | 23 maggio 2004    | Spacewatch                |
| 629972 | 2004 LJ10                | 8 giugno 2004     | Spacewatch                |
| 629973 | 2004 LP12                | 23 ottobre 1997   | Spacewatch                |
| 629974 | 2004 LQ18                | 19 maggio 2004    | Spacewatch                |
| 629975 | 2004 LW20                | 12 giugno 2004    | Spacewatch                |
| 629976 | 2004 LK22                | 14 giugno 2004    | LINEAR                    |
| 629977 | 2004 MN9                 | 23 novembre 2016  | Mount Lemmon Survey       |
| 629978 | 2004 MZ9                 | 16 giugno 2004    | Spacewatch                |
| 629979 | 2004 MD10                | 22 giugno 2004    | Spacewatch                |
| 629980 | 2004 OE7                 | 16 luglio 2004    | LINEAR                    |
| 629981 | 2004 ON16                | 30 gennaio 2006   | CSS                       |
| 629982 | 2004 PA24                | 8 agosto 2004     | LINEAR                    |
| 629983 | 2004 PH32                | 8 agosto 2004     | LINEAR                    |
| 629984 | 2004 PK49                | 8 agosto 2004     | LINEAR                    |
| 629985 | 2004 PD117               | 12 agosto 2004    | Osservatorio di Mauna Kea |
| 629986 | 2004 PZ120               | 3 novembre 2005   | Spacewatch                |
| 629987 | 2004 QF6                 | 20 agosto 2004    | Spacewatch                |
| 629988 | 2004 QF16                | 21 agosto 2004    | Osservatorio di Mauna Kea |
| 629989 | 2004 QU20                | 29 gennaio 1996   | Spacewatch                |
| 629990 | 2004 QA33                | 16 dicembre 2006  | Mount Lemmon Survey       |
| 629991 | 2004 QT33                | 28 settembre 2009 | Spacewatch                |
| 629992 | 2004 RC4                 | 8 agosto 2004     | NEAT                      |
| 629993 | 2004 RM4                 | 4 settembre 2004  | NEAT                      |
| 629994 | 2004 RN4                 | 4 settembre 2004  | NEAT                      |
| 629995 | 2004 RJ5                 | 4 settembre 2004  | NEAT                      |
| 629996 | 2004 RD6                 | 21 agosto 2004    | SSS                       |
| 629997 | 2004 RR43                | 30 novembre 2000  | Spacewatch                |
| 629998 | 2004 RX82                | 9 settembre 2004  | LINEAR                    |
| 629999 | 2004 RG117               | 7 settembre 2004  | Spacewatch                |
| 630000 | 2004 RN118               | 20 marzo 2002     | Kitt Peak Obs.            |